# Hayes Alan Jenkins
Hayes Alan Jenkins, född 23 mars 1933 i Akron i Ohio, är en amerikansk före detta konståkare.
Jenkins blev olympisk guldmedaljör i konståkning vid vinterspelen 1956 i Cortina d'Ampezzo.